# Aquitániai Szent Vilmos

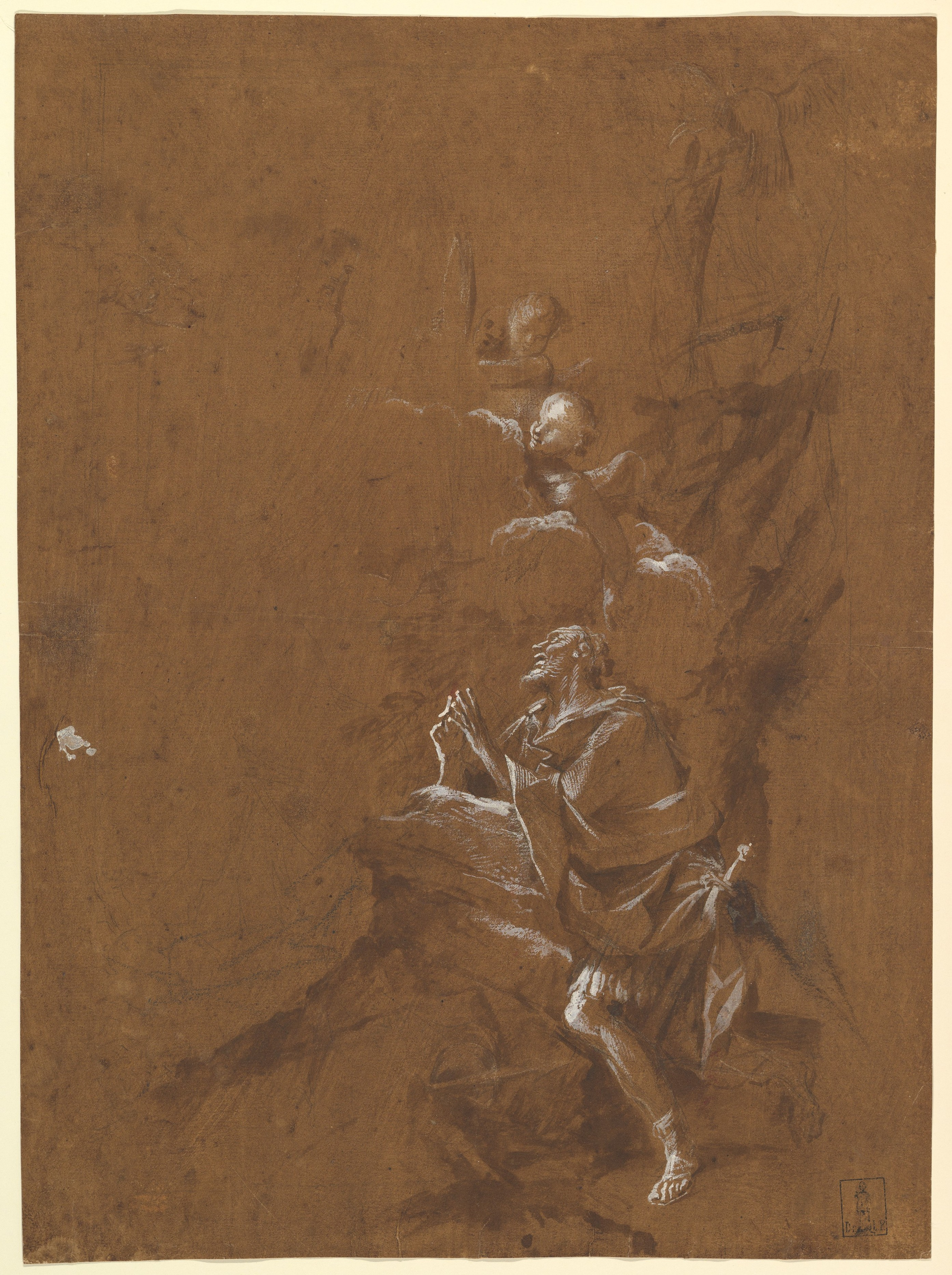
Giovanni Angelo Canini: Akvitániai szent Vilmos látomása

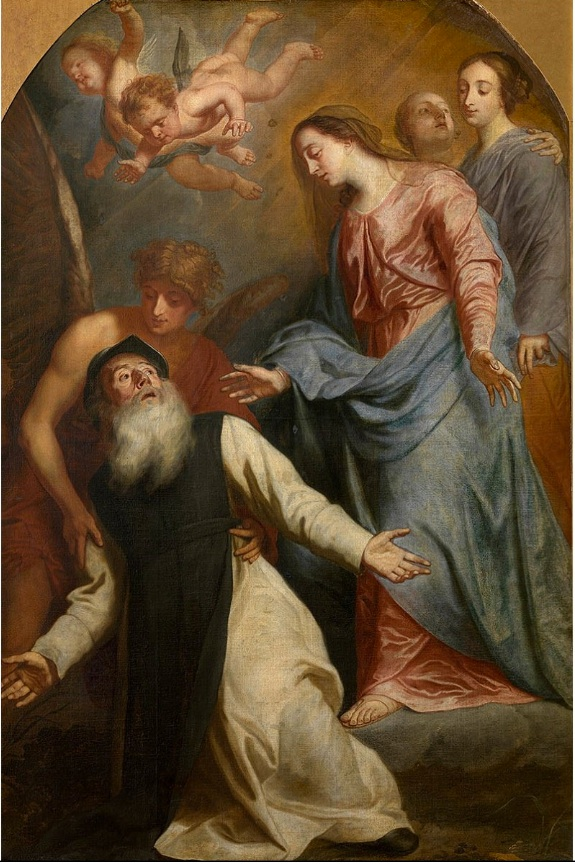
Pieter Thijs: Szűz Mária megjelenik Akvitániai szent Vilmosnak

Aquitániai Szent Vilmos (kb. 755 – Gellone, 812. május 28.) frank főúr, hitvalló szerzetes. A Karoling-ház tagjaként ifjabb korában Nagy Károly egyik legtehetségesebb politikusa és hadvezére volt. 787-ben vagy 789-ben Károly a leváltott Chorso helyett toulouse-i gróffá nevezte ki.
793-ban egy nagy mór sereg átkelt a Pireneusokon, és mélyen benyomult Akvitániába, illetve Gothiába. Vilmos felvette a harcot, de vereséget szenvedett a túlerőtől. A mórok azonban nem tudták bevenni a jól erődített Narbonne-t és Geronát, ezért vissza kellett vonulniuk a déli területekre.
801–812 között Jámbor Lajos Vilmosra bízta a Katalónia elfoglalására indított sereg parancsnokságát. A baszk és gall segédcsapatokkal megerősített frank-burgund-akvitán-provanszál haderő még 801-ben elfoglalta Barcelonát és a hozzá közeli Terrassa várát, majd a következő évtizedben Tortosát, Léridát, Huescát és Zaragozát is. Ezután azonban a buzgón vallásos Vilmos megcsömörlött a világi élettől, és szerzetesnek állt.
Már grófként is gondoskodott a grófság kolostorairól, és maga is alapított legalább egyet. Hajlottabb korában egyszerű szerzetesként a kolostorban a legalacsonyabb foglalkozásokat kereste, sokáig szakács volt.
A szervezett szegénygondozás egyik megteremtője. Több középkori eposz hőse. Halálának napja május 28., ami egyben tiszteletének napja is.
Fia, Septimaniai Bernát Barcelona, majd egy ideig apjához hasonlóan Toulouse grófja lett.